# 吕桑热
吕桑热（法語：Lusanger，法語發音：[lyzɑ̃ʒe]）是法国大西洋卢瓦尔省的一个市镇，位于该省北部，属于沙托布里扬-昂斯尼区。

## 地理
吕桑热（47°40'51"N, 1°35'18"W）面积35.38 平方千米，位于法国卢瓦尔河地区大区大西洋卢瓦尔省，该省份为法国西北部沿海省份，位于布列塔尼半岛东南部，北起伊勒-维莱讷省，西北接莫尔比昂省，西临大西洋，南至旺代省，东临曼恩-卢瓦尔省。
与吕桑热接壤的市镇（或旧市镇、城区）包括：代尔瓦勒、让斯、穆艾、圣樊尚德朗德、锡永莱米讷。

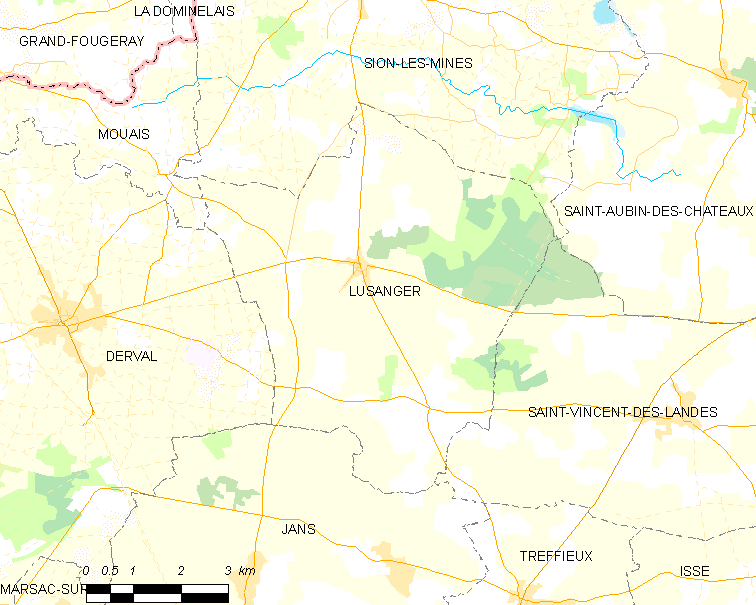
吕桑热的OSM定位图

吕桑热的时区为UTC+01:00、UTC+02:00（夏令时）。

## 行政
吕桑热的邮政编码为44590，INSEE市镇编码为44086。

## 政治
吕桑热所属的省级选区为盖姆内庞福县。

## 人口

1962-2008年间吕桑热人口变化图示

吕桑热于2022年1月1日时的人口数量为1064人。